# Agyrtacantha microstigma
Agyrtacantha microstigma är en trollsländeart som först beskrevs av Selys 1878.  Agyrtacantha microstigma ingår i släktet Agyrtacantha och familjen mosaiktrollsländor. Inga underarter finns listade i Catalogue of Life.